# Капустова, Яна
Я́на Ка́пустова (словац. Jana Kapustová, родилась 11 августа 1983, Жилина, Чехословакия) — словацкая хоккеистка, нападающая женской сборной Словакии, участница зимних Олимпийских игр 2010 года. Представляет команду «Братислава» в чемпионате Словакии.

## Биография

### Клубная карьера
Воспитанница клубов «Мартин» и «Слован». В сезоне 2008/09 стала игроком российской команды «Торнадо» из Московской области. В сезоне 2009/10 там играла также её землячка Петра Правликова, с которой клуб не стал продлевать контракт на сезон 2010/11, и Яна осталась единственной словачкой в клубе. Команду покинула по окончании сезона 2012/2013, вернувшись на родину.

### В сборной
Капустова сыграла пять матчей на Олимпийских играх 2010 года, став лучшей в команде: в четырёх матчах она забросила одну шайбу и отдала ещё две голевые передачи, набрав 3 очка. Участвовала в квалификации к Олимпийским играм 2010 и 2014 годов. Также в активе Капустовой игры на чемпионатах мира, начиная с 2003 года, в том числе и игры в высших дивизионах 2011 и 2012 годов. Входила в Топ-3 лучших игроков сборной Словакии на чемпионатах мира 2011 и 2012 годов.

## Статистика в сборной
| Год  | Сборная  | Турнир                           | Игры | Голы | Передачи | Очки | Минуты штрафа |
| ---- | -------- | -------------------------------- | ---- | ---- | -------- | ---- | ------------- |
| 2003 | Словакия | Чемпионат мира (II дивизион)     | 5    | 2    | 1        | 3    | 2             |
| 2004 | Словакия | Чемпионат мира (II дивизион)     | 5    | 1    | 3        | 4    | 8             |
| 2005 | Словакия | Чемпионат мира (II дивизион)     | 4    | 2    | 0        | 2    | 10            |
| 2007 | Словакия | Чемпионат мира (II дивизион)     | 5    | 3    | 3        | 6    | 4             |
| 2008 | Словакия | Чемпионат мира (I дивизион)      | 5    | 2    | 3        | 5    | 8             |
| 2008 | Словакия | Олимпиада (квалификация)         | 3    | 3    | 0        | 3    | 0             |
| 2009 | Словакия | Чемпионат мира (I дивизион)      | 5    | 2    | 3        | 5    | 6             |
| 2010 | Словакия | Олимпиада                        | 4    | 1    | 2        | 3    | 4             |
| 2011 | Словакия | Чемпионат мира (высший дивизион) | 5    | 1    | 0        | 1    | 0             |
| 2012 | Словакия | Чемпионат мира (высший дивизион) | 5    | 2    | 3        | 5    | 4             |
| 2013 | Словакия | Чемпионат мира (I дивизион A)    | 5    | 3    | 3        | 6    | 2             |
| 2013 | Словакия | Олимпиада (квалификация)         | 3    | 3    | 1        | 4    | 2             |